# ブライアン・ジョンソン
ブライアン・ジョンソン（Brian Johnson、 1947年10月5日 - ）は、イギリスのロック・シンガーで、ソングライターでもある。1980年からオーストラリアのロック・バンドAC/DCのリード・シンガー。
1972年、ブライアン・ジョンソンはグラムロック・バンド、ジョーディーの結成に参加した。イギリスでトップ10に入った「君にすべてを (All Because Of You)」など、数曲のヒットを放った後、1978年にバンドは解散してしまう。ジョンソンはバンドの再編を図り、1980年にはその目処がつき、新たな契約を結んだのだが、カリスマ的なフロントマンだったボン・スコットを亡くしたばかりの（1980年2月19日に死去）AC/DCから、オーディションを受けないかと打診された。あるファンが、AC/DCのマネジメントに、ジョンソンのジョーディーとしての演奏のテープを送っていたのである。ジョーディーの他のメンバーの賛同もあり、人気ラジオ番組司会者ジェイムズ・ホエールのアドバイスもあって、ジョンソンはAC/DCに参加することになった。
AC/DCに初参加したアルバム『バック・イン・ブラック』は、イーグルズの『イーグルス・グレイテスト・ヒッツ 1971-1975』に次いで、史上3番目に売れたアルバムとなった。
1997年、ジョンソンは、ジャッカルというバンドと「Locked and Loaded」という曲を録音した。また、2002年には、このバンドのアルバム『Relentless』に収められた「Kill the Sunshine」の作詞を担当した。

## 生い立ち
ブライアン・ジョンソンは、イングランド北部のニューカッスル・アポン・タインに近いゲイツヘッドで生まれた。スコットランドとイタリアの血統を引き、4人兄弟の長子だった。父アランは、イギリス陸軍ダラム軽歩兵隊の曹長を務めた炭坑夫であり、母エステル・デ・ルーカは、フラスカーティ出身のイタリア人だった。ジョンソンは子どもの時からボーイスカウト活動でいろいろなショーに出演し、テレビ放送された演劇に出演したり、地元の教会の聖歌隊に参加したりしていた。

## 初期の活動
ジョンソンの最初のバンドは、The Gobi Desert Canoe Club（「ゴビ砂漠カヌー・クラブ」の意）といった。ジョンソンはまた、フレッシュ（Fresh）というバンドにも加わっていた。1970年からは、キャバレーやクラブで演奏していたジャスパー・ハート・バンド（The Jasper Hart Band）に参加して、ミュージカル『ヘアー』の中の歌や、当時のソフト・ロックやポップ系の歌を歌っていた。ジョンソンは、このバンドの仲間と、ジョーディーを結成することになった。
ジョンソンが初めて、そして唯一、ソロ名義で出したシングルは、ジョーディーの一員であった1976年に、レッド・バス（Red Bus）レーベルから出された「I Can't Forget You Now」であった。1982年、MCAレーベルから、ジョーディーの1973年から1976年の10曲を収めたコンピレーションが、『Strange Man』というタイトルでジョンソンのソロ・アルバム扱いで発売された。アメリカ合衆国で1989年に出たCD『Keep On Rocking』は、ジョーディーの曲として知られている全12曲の再録音盤で、「ブライアン・ジョンソン&ジョーディー」名義になっているが、1991年オーストラリアで出されたコンピレーション『Rockin' With The Boys 1972-1976』でも、同じ名義が使われている。

## AC/DCのメンバーとして

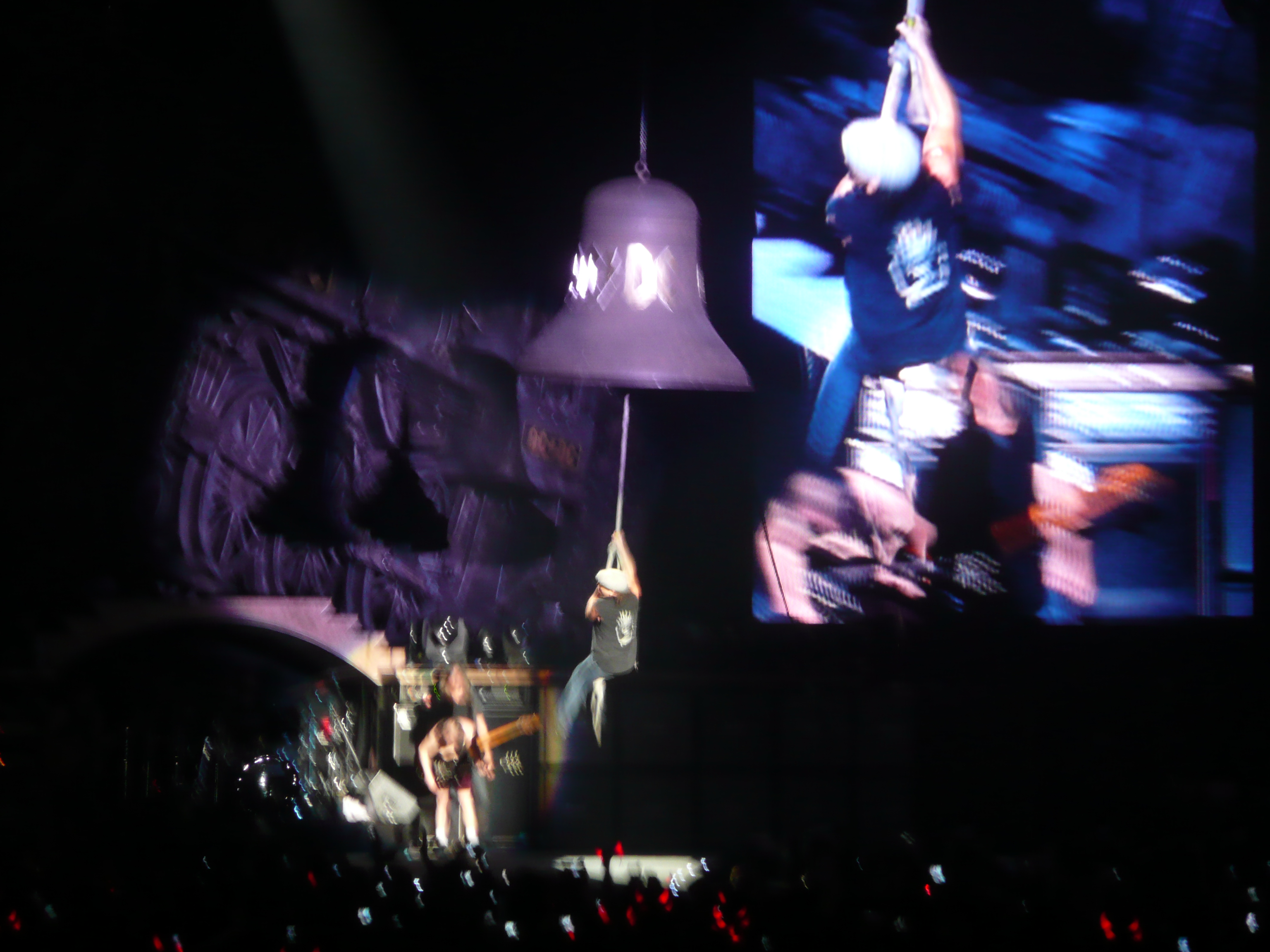
『地獄の鐘の音』の演奏中に、大きな鐘にぶら下がるジョンソン

1980年3月、ジョンソンは、ロンドンへ来てAC/DCのオーディションを受けないかという誘いの電話を受けた。前任者のボーカリスト、ボン・スコットは、2月19日にアルコールが原因で嘔吐物の誤嚥を起こし窒息死していたが、バンドは活動の継続を望んでいた。オーディションでジョンソンは、AC/DCの「ホール・ロッタ・ロージー (Whole Lotta Rosie)」と、アイク&ティナ・ターナーの「ナットブッシュ・シティ・リミッツ (Nutbush City Limits)」を歌った。4月はじめ、ジョンソンは正式に、AC/DCの新しいボーカリストとして公表された。
この年の7月、ジョンソンをフィーチャーした最初のAC/DCのアルバム『バック・イン・ブラック』が発表された。このアルバムは、世界的な大成功を収め、史上有数の成功を収めたアルバムとなった。これに続いた1981年の『悪魔の招待状』も好調な売れ行きを見せた。その後、バンドのセルフ・プロデュースによるアルバム、1983年の『征服者 (Flick of the Switch)』と1985年の『フライ・オン・ザ・ウォール (Fly on the Wall)』は、さほどの商業的成功とはならなかった。1986年の『フー・メイド・フー』はホラー映画『地獄のデビルトラック』のサウンドトラックで、AC/DCを再び人気の主流に押し上げた。
1988年のアルバム『ブロウ・アップ・ユア・ヴィデオ』は、ジョンソンの作詞による歌をフィーチャーしたAC/DCの最後のアルバムとなった。1990年の『レイザーズ・エッジ』以降は、ギターのアンガス・ヤングとマルコム・ヤングの兄弟2人が、AC/DCの作詞作曲を全面的に担うようになった。ラジオのインタビューで、ファンから、なぜ歌詞の提供を止めたのかと問われたジョンソンは、「言葉が在庫切れになっちゃって」と笑って答え、レコーディング中にアルバム一枚分の歌詞を生み出さなければならないというプレッシャーは楽しく思えないときもあったと説明し、『レイザーズ・エッジ』のレコーディング中にヤング兄弟が作詞をやってくれたときにはほっとした、と述べた。これ以降、すべてのアルバムは、すべての楽曲がヤング兄弟の作詞作曲となった。2008年には、ボーカルがジョンソンに代わって10枚目のアルバム『悪魔の氷』が発表された。
ジョンソンは、ステージではキャップを被って登場し、時々キャップを脱ぐというのが定番となっている。元々ジョンソンは、出身地であるタインサイドを象徴するものと見なされる「フラット・キャップ (ハンチング帽)」を被っていたが、時々はベースボールキャップを被ることもある。ジョンソンが帽子をかぶるのは、歌っている最中にカールした髪から汗が滴り落ちて目に入るのを防ぐために、弟が帽子を勧めたことがきっかけだった。「弟が『そいつをかぶってみな、そしたら何をやっているのか見えるようにはなるはずだぜ!』と言ったんだ。それで、被ってみて、2番目のセットで3曲やった後、弟の方を見て、親指を立ててやったんだ - 『こいつはすごいぞ!』ってね。弟はそれで帽子を返してもらえなくなっちまった訳だ」。
2009年7月、ブライアン・ジョンソンは『Classic Rock』誌のインタビューで、引退を考えることもあるという発言をした。しかし、同11月には、このコメントの意図は、コンサートを通して歌えないくらいになったら引退したいという意味で、すぐに引退するということではないとした。
2010年2月、ワールド・ツアーの最中、ジョンソンは、AC/DCにセットリストの変更を求める公開状を書いた一部のファンについて、毒舌を浴びせた。「くたばりやがれ! これまでに聞いたことがないファンはどうなるんだ? 糞生意気な連中がいるもんだ。今じゃコンピュータ使って、どっかの自分ちにデカいケツで座り込んでいながら『あっ、連中また同じ曲を昨日の晩もやったよな、変えるのが当然だろ』と仰る。キンタマでも食らいやがれ。連中は、セットの中の曲を入れ替えるのが昔と大違いに大変だってこと分かっちゃないだろう」。
2016年4月、AC/DCの16枚目のアルバムに伴う、『ロック・オア・バスト ワールドツアー』において、聴力問題によりドクターストップが掛かり途中降板。代役をはガンズ・アンド・ローゼズのアクセル・ローズが務めた。
2018年夏、長年悩まされていた難聴の問題が解決し、AC/DCのメンバーとスタジオで再会。復帰した、フィル・ラッド、クリフ・ウィリアムズ含むメンバーと17枚目のアルバム『パワーアップ』のレコーディングを開始した。
2020年11月、ニュー・アルバム『パワーアップ』がリリースされ、世界21カ国でチャート1位を記録。2023年10月にはライブに復帰し、翌年5月からはツアーに参加。

## ミュージカル企画
ブライアン・ジョンソンは「ミュージカルは大好き、特に古典的なロジャース&ハマースタイン作品みたいなのがね」と言っていたが、2003年4月から、「サラソタ・バレー団」の振付師ロバート・デ・ウォレン（Robert de Warren）とともに、『トロイのヘレン』の話をミュージカル化する企画に携わった。このミュージカルは『レ・ミゼラブル』のように、目覚ましい讃歌と優しいバラッドが盛り込まれ、台詞は最小限に抑えられていた。ジョンソンは、アンドルー・ロイド＝ウェバーの『キャッツ』を観て、脚本家のイアン・ラ・フレネス
、ディック・クレメント、ブレンダン・ヒーリー(Brendan Healy)らとこの構想を練り始めた。
俳優のマルコム・マクダウェルは、ジョンソンのスタジオでサウンドトラック用の歌を1曲録音したのがレコーディング・デビューになったが、ゼウス役を引き受けた。クランベリーズのドロレス・オリオーダンも参加の予定とされた。
2005年6月13日、ニューヨーク・ブロードウェイのキャナル・ルームで、米国のコメディアンブルース・ヴィランチをゼウス役に、このミュージカルのために書かれた曲をフィーチャーした「ミュージカル・リーディング」の小規模な公演が行われた。

## 自動車愛好
ブライアン・ジョンソンは、自動車とレースにも熱心で、現在はおもにロイヤル・RP4とピルビーム・MP84を駆って、アメリカ合衆国の各地で行われる年代物のレーシングカーでのレースに参加している。
2009年7月26日、BBCのテレビ番組『トップ・ギア』内の人気コーナー「Star in a Reasonably Priced Car」に登場した。このときはシボレー・ラセッティ(日本ではシボレー・オプトラ)で1分45秒9のタイムを出し、サイモン・コーウェル、ケヴィン・マクロードと同タイムで2位となり、1位となったジャミロクワイのジェイ・ケイには0.1秒及ばなかった。この番組で司会のジェレミー・クラークソンは、「ビートルズよりたくさんアルバムを売ってきた男、だがきっと（視聴者の）どなたも名前を聞いたことはない……」とジョンソンを紹介した。なおこのタイムは結局2009年の同コーナーにおけるトップタイムとなり、2010年1月の放送ではジョンソンに最速ドライバーとしてトロフィーが渡されたが、トロフィーに記載された名前が「Brain Johnson」と誤植されるというオチがついている。
2013年のシリーズ20-1において同番組のお値打ち車がボクスホール・アストラに更新された際の最初のドライバーとなった。
2014年のF1バーレーングランプリでは、表彰台インタビュアーとして登場した。
耳栓を忘れてレースを行ったことにより左耳の聴覚をほぼ失っている。長らくこれは音楽活動によるものと言われていたが2016年3月にある記事で真相を語っている。

## その他
2006年11月、ジョンソンは、イギリスの衛星放送チャンネル「Sky1」で放送されたリアリティ番組『The Race』に、男性チームの一員として出演した。
ジョンソンは、2005年の映画『GOAL!』に、カリフォルニアのバーでニューカッスル・ユナイテッドFCのゲームを観ているファンの役で、カメオ出演している。
ジョンソンは、第二次世界大戦を題材としたファーストパーソン・シューティングゲームである『コール オブ デューティー ファイネストアワー』で、イギリス軍のスターキー軍曹の声を担当している。
2009年10月には、ジョンソンの自伝『Rockers and Rollers』が出版された。
ファンによるクラウドファンディングや地元ラジオ局「RTBF Classic 21」の協力により、ベルギーのナミュールにブライアンの銅像が建立された。2023年4月16日に御披露目式が行われ、ブライアンは出席はしなかったものの、感謝の意を述べるビデオ・メッセージを送っている。

## 私生活
ジョンソンは、最初の妻キャロルと1968年に結婚した。しかし、アルバム『レイザーズ・エッジ』の制作中に離婚した。キャロルとの間には、2人の娘、ジョアンナとカーラがいる。その後、現在の妻ブレンダと再婚した。
現在は、米国フロリダ州のサラソータに住んでいる。

## ディスコグラフィ
ジョーディー
| 邦題                 | 原題                        | リリース | レーベル |
| ロック魂             | Hope You Like It            | 1973年   | EMI      |
| ジョーディー2        | Don't Be Fooled By The Name | 1974年   | EMI      |
| セイヴ・ザ・ワールド | Save The World              | 1976年   | EMI      |
|                      | No Good Woman               | 1978年   | EMI      |

AC/DC
| 邦題                           | 原題                                    | リリース   | レーベル | 米国でのアルバム売り上げ |
| バック・イン・ブラック         | Back in Black                           | 1980年7月  | Atlantic | 25,000,000               |
| 悪魔の招待状                   | For Those About to Rock (We Salute You) | 1981年11月 | Atlantic | 4,000,000                |
| 征服者                         | Flick of the Switch                     | 1983年9月  | Atlantic | 1,000,000                |
| フライ・オン・ザ・ウォール     | Fly on the Wall                         | 1985年6月  | Atlantic | 1,000,000                |
| フー・メイド・フー             | Who Made Who                            | 1986年5月  | Atlantic | 5,000,000                |
| ブロウ・アップ・ユア・ヴィデオ | Blow Up Your Video                      | 1988年1月  | Atlantic | 2,000,000                |
| レイザーズ・エッジ             | The Razors Edge                         | 1990年9月  | Atco     | 5,000,000                |
| ライヴ                         | Live                                    | 1992年10月 | Atco     | 5,000,000                |
| ボールブレイカー               | Ballbreaker                             | 1995年9月  | Elektra  | 2,000,000                |
| スティッフ・アッパー・リップ   | Stiff Upper Lip                         | 2000年2月  | Elektra  | 1,000,000                |
| 悪魔の氷                       | Black Ice                               | 2008年10月 | Columbia | 2,000,000                |
| ロック・オア・バスト           | Rock or Bust                            | 2014年11月 | Columbia | 500,000                  |
| パワーアップ                   | Power Up                                | 2020年11月 | Columbia | 114,000                  |

ソロ
| 邦題 | 原題                     | リリース  |
|      | Totally Baked Soundtrack | 2007年4月 |